# Кайнар (Карагандинская область)
Кайнар (каз. Қайнар, до 2017 г. — Щербаковское) — село в Нуринском районе Карагандинской области Казахстана. Административный центр и единственный населённый пункт Тассуатского сельского округа. Находится на правом берегу реки Куланотпес. Код КАТО — 355279100.

## История
Основано в 1955 г, в период освоения целинных земель. Целинники прибыли из Щербаковского района Москвы, откуда пошло и название села.
5 сентября 1962 года в совхозе «Щербаковский» совершили свой подвиг трактористы Владимир Котешков и Николай Грибов. В их честь названы улицы села; на краю поля № 40 установлен обелиск «Огненные трактористы».

## Население
В 1999 году население села составляло 1381 человек (711 мужчин и 670 женщин). По данным переписи 2009 года, в селе проживали 1252 человека (618 мужчин и 634 женщины).

## Инфраструктура
В селе есть Дом культуры, средняя школа, Сауна, Спорт комплекс, тренажерный зал,магазин Айнабулак,Айдана и другие. Действует сельхозпредприятие ТОО КАЙНАР.